# Falsonerdanus kubani
Falsonerdanus kubani es una especie de coleóptero de la familia Oedemeridae.

## Distribución geográfica
Habita en Malasia.